# Lorgnette

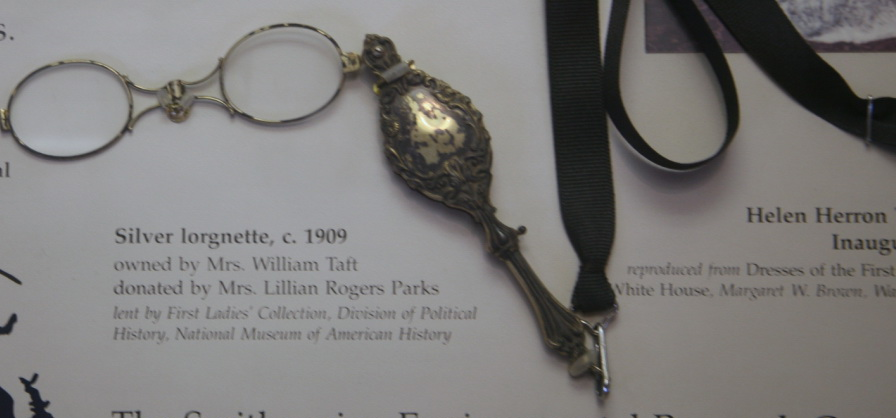
Lorgnette in argento 1909

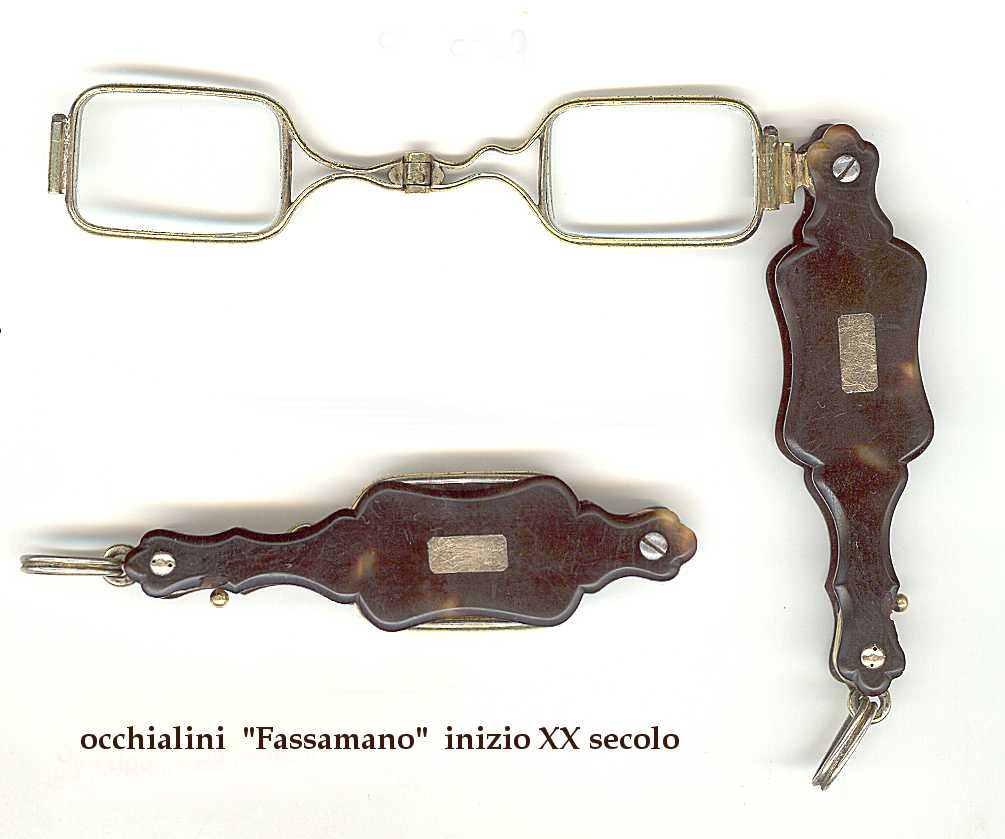
occhiali tipo "Fassamani" a ciondolo in tartaruga senza altre decorazioni inizi 1900

La lorgnette è un paio di occhialini con una impugnatura a stanghetta. Il termine appartiene alla lingua francese e si riferisce ad un accessorio di moda in uso all'inizio del XX secolo, soprattutto tra le donne benestanti, che ricorrevano ad esso per ovviare a deficit di vista o per darsi un tono a teatro o nelle gallerie d'arte. È dotato di una o due lenti, un manico molto più lungo che nei Fassamano ed un'impugnatura spesso abbellita da incisioni o traforature.